# Brent Cross
Brent Cross est un quartier londonien situé dans le district de Barnet. Le premier centre commercial construit au Royaume-Uni y a ouvert en 1976. Il doit son nom à la rivière Brent (qui l'arrose) et à un carrefour tout proche (cross roads en anglais).
Elle est desservie par la station de métro du même nom.

## Galerie

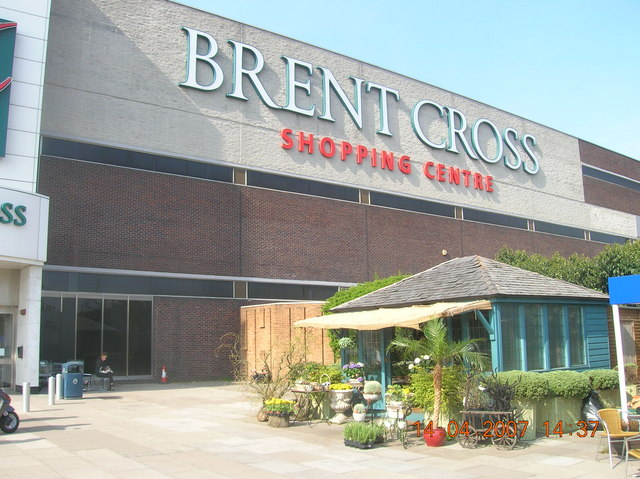
Centre commercial
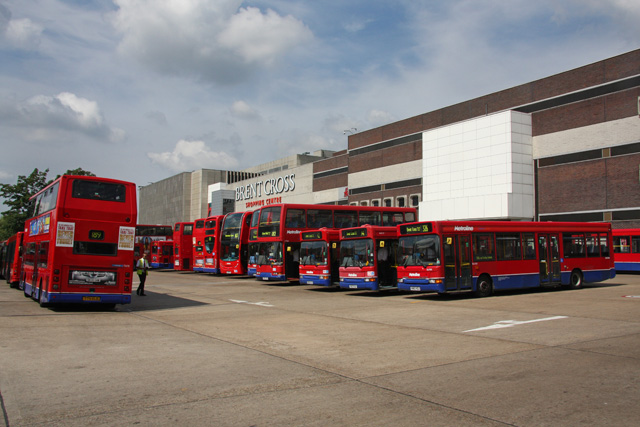
Gare routière au centre commercial
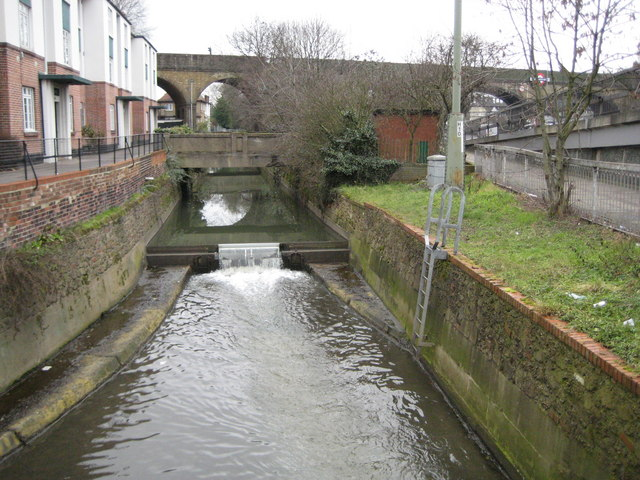
La Brent à Brent Cross